# Trossos del Torallola de Mingo
Els Trossos del Torallola de Mingo és una partida rural del terme municipal de Conca de Dalt, a l'antic terme de Toralla i Serradell, al Pallars Jussà, en territori del poble de Torallola.
Estan situats al sud de Torallola, just al nord de la partida de Llinars, al límit meridional del terme municipal. Són al nord-oest de la partida de Solans i al sud-oest de la Costa de Toni, al sud de lo Rodalet.